# 佐々元十
佐々 元十（ささ げんじゅう、本名・佐々木高成、1903年1月14日 - 1959年7月7日）は、共産主義運動家。日本の映画監督。「玩具のカメラが武器になる」の名言を残した日本のプロレタリア映画の先駆者である。

## 経歴
広島県双三郡三次町（現・三次市）出身。東京帝国大学仏文科中退。

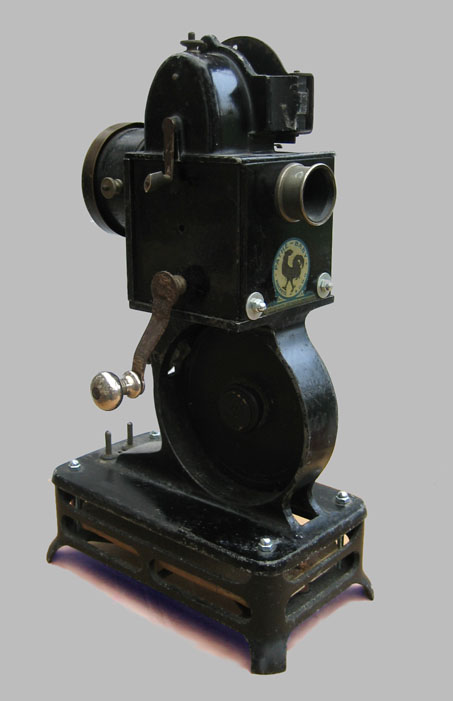
佐々元十が使用していたものとほぼ同型の9.5mmパテ・ベビー映写機

1930年前後に日本中に吹き荒れたマルクス旋風の中、まだ左翼劇場が生まれる前の1927年、佐々はプロレタリア劇場内に映画班という組織を作り、『1927年メーデー』を9.5mのパテ・ベビーカメラで撮影した。実質的に佐々一人で製作したといわれる本作は、階級的立場を明確にした映画運動の先駆となる。これ以前にも左翼的な立場から映画を論じ、当時の映画を批判したものはあった。しかし、労働者が、労働者の立場で、自らの手によって映画をつくり出そうという考え、つくり出すための運動はなく、佐々は撮影所の機構から生み出される映画は大衆のものではないことを主張した最初の一人であった。
翌1928年には野田醤油の労働争議を撮影、本作が工場の労働者たちに大反響を呼んだことが日本プロレタリア映画同盟（通称プロキノ）結成の大きな切っ掛けといわれる。また『戦旗』1928年6月号に論文「玩具・武器―撮影機」を発表、「たとえ玩具のような9.5mの撮影機でも、使う者と使う方法によって、強力な武器になる」と主張し、プロレタリア映画運動を呼びかけた。岩崎昶は佐々の熱心な誘いでこの運動に参加したものである。
1929年初頭、岩崎昶、北川鉄夫らと日本プロレタリア映画同盟（通称プロキノ）を結成し中心的幹部として急進的な活動を行う、同年にはジョン・リード『世界を震撼させた十日間』を訳している。1932年、機関誌『プロキノ』編集長。1931年9月、満州事変の勃発により、政府による言論統制が強化され、また満州景気によって日本経済が長い不況を脱したこともあり、これ以後プロレタリア映画運動、そして左翼運動全体が停滞し、1933年頃には警察の弾圧が厳しさを増し、プロキノも1934年頃には壊滅状態になった。その後は評論活動のほか、1938年から1943年まで『文化映画』編集長、『キネマ週報』編集責任、1943年から理研科学映画などで活動を続けたが、戦後は映画界から離れた。主な作品は、『野田醤油争議』、『こども』、『進め戦旗』など。